# Barrido selectivo
En genética de poblaciones y evolución, el barrido selectivo (en inglés, selective sweep) es la eliminación o reducción de la variabilidad genética entre los nucleótidos vecinos a una mutación como resultado de un proceso reciente y positivo de selección natural. Un barrido selectivo puede ocurrir cuando se produce una mutación que incrementa la eficacia biológica de un organismo en relación con sus congéneres de la misma población. La selección natural favorece a aquellos individuos con la mayor aptitud y, con el transcurso de las generaciones, el nuevo alelo mutante incrementa su frecuencia en la población. Al mismo tiempo, todos los genes neutrales o casi neutrales que se hallan ligados a la nueva mutación también incrementan su frecuencia en la población. Este fenómeno se conoce como arrastre por ligamiento, «efecto autostop» o hitchhicking.
Se dice que existe un «fuerte» barrido selectivo cuando una región del genoma donde se halla el haplotipo seleccionado positivamente termina convirtiéndose en la única representante de esa región en la población. Esto determina una drástica reducción de la variabilidad genética total en esa región cromosómica. 
Un método para detectar si ha ocurrido un barrido selectivo en una población de una especie consiste en determinar el desequilibrio de ligamiento de esa población para el gen o la región genómica de interés. En ausencia de selección, la recombinación genética resulta en un equilibrio entre las frecuencias de los diferentes haplotipos. No obstante, si hubiese ocurrido un barrido selectivo, la selección natural habría determinado el incremento en la frecuencia de sólo una variante genética, lo que daría como resultado una selección positiva de los alelos ligados con esa variante. Entonces, la presencia de un fuerte desequilibrio de ligamiento indicaría un barrido selectivo reciente lo que puede utilizarse para identificar sitios del genoma que han estado sujetos a selección.  A modo de ejemplo, un estudio en seres humanos ha hallado evidencia de que ocurrieron barridos selectivos en varios cromosomas. En maíz, un estudio donde se comparan  el germoplasma amarillo y el blanco para los haplotipos que rodean al locus Y1, el gen que codifica una enzima responsable del color del endosperma, determinó que existió un barrido selectivo drástico en el germoplasma amarillo, lo que redujo la diversidad en ese locus y determinó el desequilibrio de ligamiento en las regiones vecinas.